# Адолф IV (Шауенбург и Холщайн)
Адолф IV (на немски: Adolf IV, * пр. 1205, † 8 юли 1261 в Кил) е господар на Шауенбург (1225 – 1238) и граф на Холщайн и Щормарн (1227 – 1238).

## Биография
Адолф IV е най-големият син на Адолф III от Шауенбург и Холщайн († 1225) и неговата втора съпруга Аделхайд фон Кверфурт († 1210). Той принадлежи към род графове на Шауенбург и Холщайн.
Адолф IV има няколко победи против датския крал Валдемар II. През 1225 г. той побеждава в битката при Мьолн и изгонва граф Албрехт II от Ваймар-Орламюнде, племенникът на Валдемар II. През 1227 г. той печели отново Графство Холщайн.
През 1235 г. той основава Кил и Олденбург в Холщайн. През 1238 г. участва в кръстоносносния поход до Ливония и основава Итцехое. В Шауенбург той основава Щатхаген и Ринтелн.
На 13 август 1239 г. Адолф влиза като францискански монах в основания от него манастир „Св. Мария“ в Кил и през 1244 г. е ръкоположен за свещеник в Рим. Опекун на двата му малолетни синове става неговият зет херцог Абел фон Шлезвиг, син на Валдемар II. През 1244 г. той основава Нойщат в Холщайн.
Адолф умира през 1261 г. в основания от него францискански манастир в Кил. Съпругата му Хайлвиг става монахиня и отива в основания от нея през 1246 г. манастир в Харвещехуде, Хамбург.

## Семейство и деца
Той е женен за Хайлвиг фон Липе (1200 – 1248), дъщеря на Херман II (1175 – 1229), господар на Липе и Реда. Двамата имат децата:
- Мехтхилд (* 1225,† 1288)
  - I ∞ 1237 Абел, херцог на Шлезвиг, по-късно крал на Дания (Дом Естридсон)
  - II ∞ 1261 Биргер Ярл, имперски управител на Швеция
- Йохан I (* 1229,† 1263)
- Герхард I (* 1232,† 1290)
- Лудолф († сл. 1239), монах